# Rita per tutti
Rita per tutti  è un album di Rita Pavone, pubblicato nel 1975.

## Descrizione
Nel 1975 la cantante incide un album di cover dove interpreta alla sua maniera e con ritmiche differenti dalle versioni originali con gli arrangiamenti di Victor Bach, classici come Io che amo solo te di Sergio Endrigo, Sapore di sale di Gino Paoli, Brucia (Come And Get It), cover di Carmen Villani scritta da Mogol, In ginocchio da te di Gianni Morandi, Legata ad un granello di sabbia di Nico Fidenco, Città vuota, cover di Mina, Amore scusami, successo di John Foster, proposta con successo anche da Dalida, ed un adattamento in italiano di Stand by me dal titolo Stai con me, già inclusa nel precedente album della cantante Gli italiani vogliono cantare.

## Edizioni
L'album fu pubblicato in LP dalla RCA Italiana con numero di catalogo TPL1 1164, e all'estero con titoli e tracklist diverse:
- in Spagna ed Uruguay fu pubblicato con il titolo Rita En Discoteca! per l'etichetta Ariola e numero di catalogo 88.893-I. L'album conteneva le stesse tracce della versione italiana ma inserite in una successione differente, utilizzava come foto di copertina quella del retro della versione italiana dell'LP.

- in Germania l'album fu pubblicato nel 1976 col titolo Fuggire da qui, su etichetta M Records, sussidiaria dell'etichetta madre Ariola. In questo caso l'album, pur contenendo alcune tracce della versione italiana, conteneva brani pubblicati per il solo mercato tedesco e francese: Fuggire da qui singolo pubblicato solo in Germania, Le Lait Dans Ton Cafe, singolo del 1973 pubblicato solo in Francia, If you go, versione inglese del brano Sei già lì, singolo italiano tratto dallo spettacolo teatrale Due sul pianerottolo, Arrivederci Napoli/Wie Ein Wunder Kam Die Liebe, entrambe pubblicati su singolo nel 1975 in Germania e Spagna, Bonjour La France, versione francese de La suggestione, He (Didn't Remember My Name, cover in inglese del brano di Drupi Vado Via.

- in Brasile l'album fu pubblicato nel 1977 col titolo Amore scusami in LP e MC, su etichetta Ariola e numero di catalogo 104.8030. Anche in questo caso l'album conteneva le stesse tracce della versione italiana ma disposte in maniera ancora differente rispetto anche alle versioni spagnola e uruguaiana, utilizzando un artwork completamente diverso.

Dell'album non esiste una versione pubblicata in cd, download digitale e per le piattaforme streaming.

## Singoli
Dall'album fu estratto il 45 giri Amore scusami/Sapore di sale. Nello stesso periodo fu pubblicato un secondo 45 giri contenente i brani Sei già lì/Nata ieri estratti dalla commedia teatrale Due sul pianerottolo, che la cantante portò in scena con Erminio Macario, che non vennero inclusi nell'album.

## Tracce
1. Sapore di sale
2. Brucia (Come And Get It)
3. Io che amo solo te
4. L'amore mio
5. In ginocchio da te
6. Che cosa c'è
7. Amore scusami
8. Baci (Things)
9. Legata a un granello di sabbia
10. Città vuota
11. Stai con me (Stand by me)
12. Cuore (Heart)

## Formazione
- Rita Pavone - voce
- Vittorio Bacchetta - arrangiamenti orchestra
- Mario Capuano - arrangiamenti orchestra (traccia 10)
- Giosy Capuano - arrangiamenti orchestra (traccia 10)
- Piero Pintucci - arrangiamenti orchestra (traccia 12)
- I 4 + 4 di Nora Orlandi - cori (traccia 12)

## Tracce Fuggire Da Qui
1. Fuggire da qui
2. Cuore (Heart)
3. Le Lait Dans Ton Cafè
4. Stai con me (Stand by Me)
5. If you go (Sei già lì)
6. Wie Ein Wunder Kam Die Liebe
7. Sapore di sale
8. Amore scusami
9. Bonjour La France
10. Nata ieri
11. He (Didn't Remember My Name) (Vado Via)
12. Che cosa c'è
13. Arrivederci Napoli
14. L'amore mio